# Hiyokoi
Hiyokoi (ひよ恋, Hiyokoi) est un manga shōjo écrit et illustré par Moe Yukimaru. Il est prépublié entre novembre 2009 et novembre 2014 dans le magazine Ribon et est compilé en un total de quatorze tomes. La version française est éditée par Panini Manga depuis juillet 2012. Le titre Hiyokoi est un jeu de mots entre Hiyoko (ひよこ), qui signifie poussin, et Koi (恋), qui signifie amour.
Une adaptation en OAV de 20 minutes produite par Production I.G est parue en juillet 2010 lors du festival de Ribon.
En France, les lecteurs de Manga-news l'ont élu meilleur shōjo 2012.

## Synopsis
Ce manga parle d'une jeune fille de 15 ans, nommée Hiyori Nishiyama, mesurant 1,40 m. Elle est très timide et a malheureusement commencé sa rentrée avec plusieurs mois de retard. Elle tombe amoureuse de Yushin Hirose qui, lui, est tout le contraire d'elle : grand (1,90 m), populaire et n'importe qui peut devenir son ami.

## Personnages
Hiyori Nishiyama (西山ひより, Nishiyama Hiyori)
Hiyori est une jeune lycéenne des plus timides et qui n'a pas énormément d'amis, bien qu'elle soit très mignonne. Elle est "petite et moelleuse comme une poussin". Victime d'un accident de voiture, Hiyori effectue sa rentrée au lycée avec plusieurs mois de retard. D'une timidité maladive, c'est avec beaucoup d'appréhension qu'elle intègre sa classe. Elle est maladroite, faible en sport, mais douée pour les études.
Yushin Hirose (広瀬結心, Hirose Yūshin)
C'est un grand jeune homme, qui est assis à côté de Hiyori dans la classe. Il lui a trouvé un surnom, "Hiyorin". Il la dépasse de 50 centimètres et sort avec Hiyori dans le volume 6. Il a aussi une amie d'enfance, Kisaki Tominaga, qui était amoureuse de lui mais dont il refusait les avances.
Ritsuka Nakano (中野律花, Nakano Ritsuka)
Ritsuka est la meilleure amie de Hiyori depuis le jardin d'enfant. Elle tombe amoureuse de Kou Nitobe.
Natsuki Aizawa (相沢夏輝, Aizawa Natsuki)
Natsuki est une fille joyeuse qui adore les choses mignonnes. Elle est souvent considérée comme un garçon manqué. Elle a un faible pour Hiyokoi.
Kisaki Tominaga (富永きさき, Tominaga Kisaki)
Amie d'enfance de Yushin. Elle fréquente un lycée d'élite (Sainte-Céline) et elle est obligée de déménager pour aller en Angleterre. C'est pourquoi elle quitte Yushin et le Japon.

## Liste des volumes
| no | Japonais         | Japonais          | Français          | Français          |
| no | Date de sortie   | ISBN              | Date de sortie    | ISBN              |
| -- | ---------------- | ----------------- | ----------------- | ----------------- |
| 1  | 15 mars 2010     | 978-4-08-867044-7 | 4 juillet 2012    | 978-2-8094-2506-2 |
| 2  | 15 juillet 2010  | 978-4-08-867065-2 | 12 septembre 2012 | 978-2-8094-2631-1 |
| 3  | 15 novembre 2010 | 978-4-08-867083-6 | 7 novembre 2012   | 978-2-8094-2741-7 |
| 4  | 15 mars 2011     | 978-4-08-867106-2 | 20 février 2013   | 978-2-8094-2867-4 |
| 5  | 15 juillet 2011  | 978-4-08-867131-4 | 17 avril 2013     | 978-2-8094-3028-8 |
| 6  | 15 novembre 2011 | 978-4-08-867153-6 | 12 juin 2013      | 978-2-8094-3150-6 |
| 7  | 15 mars 2012     | 978-4-08-867185-7 | 21 août 2013      | 978-2-8094-3278-7 |
| 8  | 13 juillet 2012  | 978-4-08-867210-6 | 9 octobre 2013    | 978-2-8094-3342-5 |
| 9  | 14 décembre 2012 | 978-4-08-867238-0 | 8 janvier 2014    | 978-2-8094-3605-1 |
| 10 | 15 mai 2013      | 978-4-08-867269-4 | 26 mars 2014      | 978-2-8094-3835-2 |
| 11 | 15 octobre 2013  | 978-4-08-867294-6 | 11 juin 2014      | 978-2-8094-4116-1 |
| 12 | 14 mars 2014     | 978-4-08-867317-2 | 17 septembre 2014 | 978-2-8094-4009-6 |
| 13 | 12 août 2014     | 978-4-08-867332-5 | 7 janvier 2015    | 978-2-8094-4628-9 |
| 14 | 15 janvier 2015  | 978-4-08-867353-0 | 16 septembre 2015 | 978-2-8094-5044-6 |